# Kazimierz Deyna

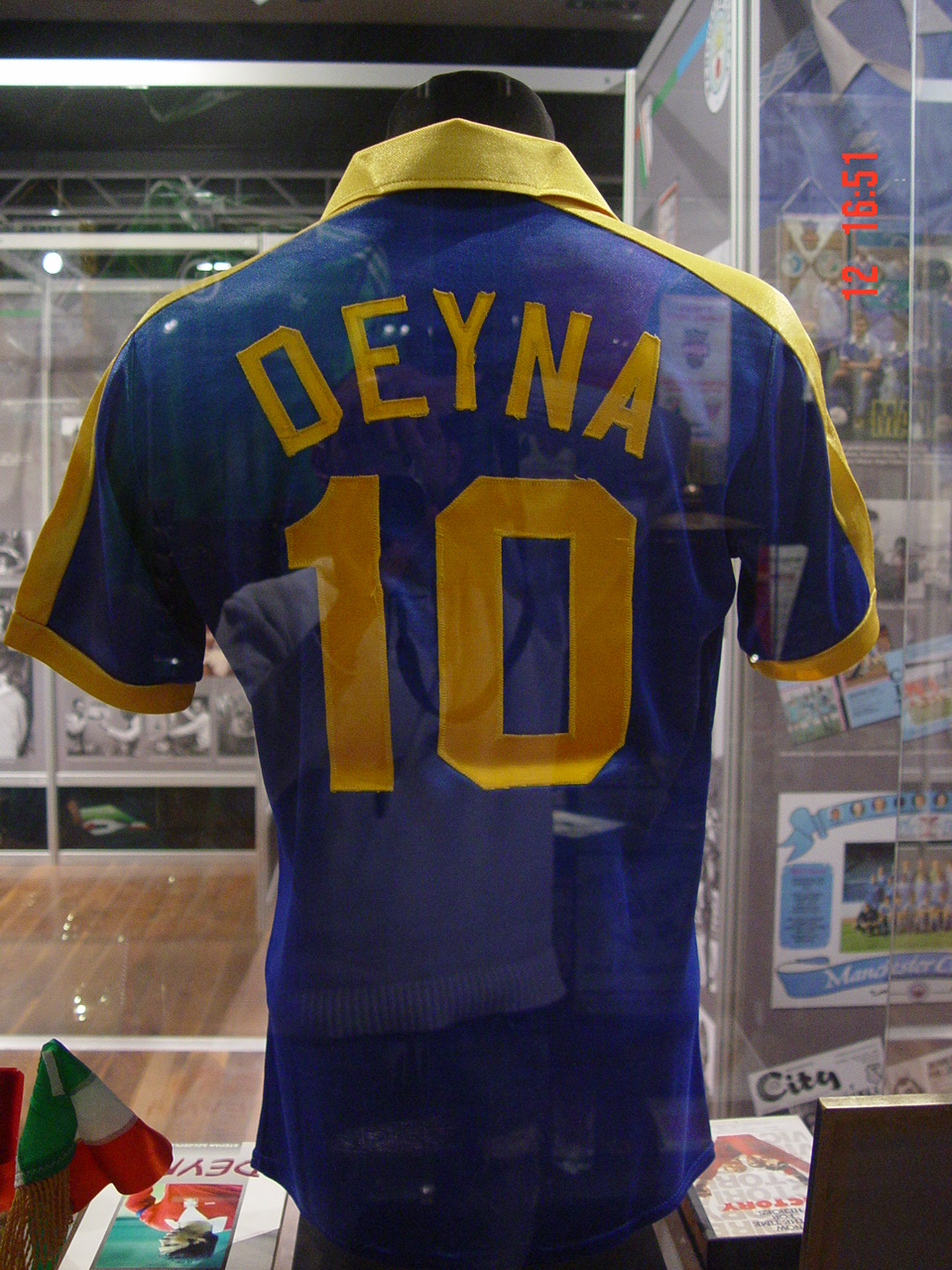
T-shirt spelare (San Diego Sockers)

Kazimierz Deyna, född 23 oktober 1947 i Starogard Gdański, Polen, död 1 september 1989 i San Diego, USA, var en professionell fotbollsspelare.
Han började spela ungdomsfotboll i Włókniarz Starogard Gdański. 1966 spelade han i ŁKS Łódź, men karriären tog fart på allvar när han gick över till Legia Warszawa. 1969 och 1970 blev han polsk mästare med Legia. Landslagsdebuten skedde i en match mot Turkiet den 24 april 1968. Med polska landslaget tog Deyna guld vid Olympiska spelen 1972, där han blev turneringens bäste målskytt med nio mål. Även i Montréal 1976 var Deyna med om att föra Polen till OS-final. Den här gången fick man dock nöja sig med silvermedaljerna. Deyna var lagkapten i Polens två första VM-turneringar sedan ett längre uppehåll, 1974 och 1978. 1974, då Polen tog brons, gjorde han tre mål och 1978 gjorde han ett mål. Totalt spelade Deyna 85 landskamper och gjorde 33 mål (om man räknar med OS-matcher blir det 102 matcher/45 mål). 1979 värvades han av Manchester City och 1981 flyttade han till den amerikanska ligan, där han kom att spela i San Diego Sockers och Legends San Diego. Kazimierz Deyna avled i en bilolycka i San Diego i september 1989. 1994 valdes han av polska fotbollsförbundet och läsarna av polska sporttidningar till tidernas bäste fotbollsspelare i Polen.